# Nikolay Alexandrovich Abramov
Nikolay Alexandrovich Abramov (5 de janeiro de 1984 - 1 de janeiro de 2011) foi um futebolista russo.
Ele jogou no clubes FC Baltika Kaliningrad, FC Spartak-MZhK Ryazan, FC Sheksna Cherepovets, FC Ryazan e FC Zvezda Ryazan.